# Broom Service
Broom Service — настільна гра з вибором ролей, розроблена Андреасом Пеліканом та Александером Пфістером і видана компанією Ravensburger. Вона отримала нагороду Kennerspiel des Jahres як найкраща гра для знавців у 2015 році.
Це адаптація карткової гри Пелікана 2008 року Witches' Brew. У 2016 році було випущено карткову версію під назвою Broom Service: The Card Game.

## Ігровий процес
Гравці беруть на себе ролі друїдів, відьом та збирачів зілля. Кожен гравець отримує однакову колоду з 10 карт, кожна з яких представляє певну роль. Карта збирача зілля дозволяє гравцеві збирати зелене, помаранчеве або фіолетове зілля на шляху ігрового поля. Карта відьми дозволяє гравцеві переміщувати свою фішку, а карта друїда дозволяє доставляти зілля до найближчої вежі того ж кольору, що й зілля. Кожна карта має «сміливий» і «боязкий» варіанти, які обираються гравцем під час гри.
Гра триває сім раундів, кожен з яких складається з чотирьох ходів і картки події, що змінює ігровий процес. У кожному раунді гравці обирають чотири зі своїх десяти карт для руки, а гра ведеться за годинниковою стрілкою. Лідер раунду розігрує одну зі своїх карт і оголошує обраний варіант. Якщо обрано боязкий варіант, гравець негайно виконує відповідну дію, але якщо обрано сміливий варіант, гравець мусить чекати, поки інші гравці розіграють свої карти. Наступні гравці можуть розіграти карту лише тоді, якщо вона має таку ж назву, як карта лідера раунду, і також повинні оголосити обраний варіант; інакше вони пропускають хід. Останній гравець, який розіграв карту та оголосив сміливий варіант, може виконати дію, пов'язану з цим варіантом; усі інші гравці, які обрали сміливий варіант, втрачають можливість виконати дію цього ходу. Ця послідовність повторюється для кожної з чотирьох карт у руці цього раунду.
Гравці отримують переможні очки за доставку зілля до веж або за збір хмар.

## Відгуки
У своєму огляді для Meeple Mountain Курт Рефлінг зазначив, що гра пропонує «комфортну годину інтриг» та дав їй свою «найвищу рекомендацію».
В огляді для Paste Кіт Ло відзначив, що гра «візуально приваблива».
Гра отримала нагороду Kennerspiel des Jahres у 2015 році .